# Nicky Grist
Nicky Grist (Ebbw Vale, 1 november 1961) is een Brits voormalig rallynavigator afkomstig uit Wales.

## Carrière
Nicky Grist debuteerde in 1982 als navigator in de rallysport en nam voor het eerst deel aan een rally uit het Wereldkampioenschap rally in Groot-Brittannië 1985. Grist werd prominent als navigator toen hij plaats nam naast Malcolm Wilson, die in de seizoenen 1990 en 1991 actief was bij het fabrieksteam van Ford. Vervolgens zat hij kortstondig naast Armin Schwarz, voordat hij halverwege het seizoen 1993 de vaste navigator werd van de op dat moment drievoudig wereldkampioen Juha Kankkunen (die de voorkeur had voor Engelstalige aanwijzingen), als vervanger van Juha Piironen, die daarvoor getroffen werd door een hersenbloeding. Het duo Grist en Kankkunen wonnen gelijk hun eerste WK-rally samen, in Argentinië. Uiteindelijk droeg Grist bij aan Kankkunens vierde wereldtitel dat jaar. In de drie daaropvolgende seizoenen bleef Grist actief met Kankkunen bij Toyota. In het seizoen 1997 begon Grist zijn samenwerking met Colin McRae bij Subaru en later Ford. In deze periode wonnen ze samen 17 WK-rally's en eindigden ze runner-up in het kampioenschap in 1997 en 2001. Deze werkrelatie hield stand tot aan de Rally van Nieuw-Zeeland in 2002.
Tussen 2003 en 2005 werkte Grist als presentator voor televisie verslagen van WK-rally's. In de WK-seizoenen in 2005 en 2006 keerde Grist nog terug als navigator van McRae in een paar WK-rally's. Colin McRae overleed in september 2007 in een helikopterongeluk.
Grist heeft ook zijn eigen bedrijf opgericht, Nicky Grist Motorsport, gespecialiseerd in verschillende rallysport accessoires. Daarnaast is hij onofficieel ook een adviseur binnen het WK rally, voornamelijk aangaande de veiligheid.
Grist sprak ook de stem van de navigator in voor de eerste drie delen van de Colin McRae Rally-serie computerspellen.